# Parco nazionale Jau
Il Parco nazionale Jau (portoghese: Parque nacional do Jaú) è un'area naturale protetta situata nello Stato brasiliano di Amazonas: istituito il 24 settembre 1980, con un'estensione di oltre 23.000 chilometri quadrati, è la più vasta riserva forestale del Sudamerica, il cui accesso è regolamentato con un permesso speciale da parte del governo brasiliano. Dal 2000 è inserito nell'elenco dei patrimoni dell'umanità dell'UNESCO; nel 2003 il sito è stato esteso ad altre aree protette contigue assumendo la denominazione di Complesso di conservazione dell'Amazzonia centrale. È conosciuto in particolare per essere un buon esempio di conservazione di una foresta pluviale tropicale nella regione dell'Amazzonia, con un altissimo tasso di biodiversità: in esso si possono trovare, fra le altre, specie in pericolo d'estinzione come il pirarucù, il lamantino dell'Amazzonia, il caimano nero e due specie di delfino di fiume.

## Posizione
Il nome "Jaú" deriva da quello di uno dei pesci più grandi del Brasile, il pesce gatto dorato o jau (Zungaro zungaro), da cui prende il nome il fiume principale del parco  che si trova nel bioma amazzonico nell'ecoregione delle foreste umide di Japurá-Solimões-Negro moist forests. La parola Jaú deriva dalla lingua Tupi, e ha finito per dare il nome al parco,  istituito con decreto 85.200 del 24 settembre 1980, è amministrato dall'Istituto Chico Mendes per la conservazione della biodiversità. Comprende parte dei comuni di Barcelos, Codajás e Novo Airão nello stato di Amazonas.
Il parco è una delle più grandi aree protette del Brasile. Si trova a circa 220 chilometri a nord-ovest di Manaus e contiene l'intero bacino del fiume Jaú tra il fiume Unini a nord e il fiume Carabinani a sud. Tutti e tre i fiumi scorrono verso est per entrare nella riva destra del Rio. La parte orientale del parco confina a nord con la Riserva Estrattiva del Rio Unini, che corre lungo la riva opposta del fiume Unini. Il parco è delimitato a nord-ovest dalla Riserva per lo Sviluppo Sostenibile di Amanã. A est, vicino al Rio, il parco confina a sud con la sezione nord del Rio State Park. 

## Ambiente

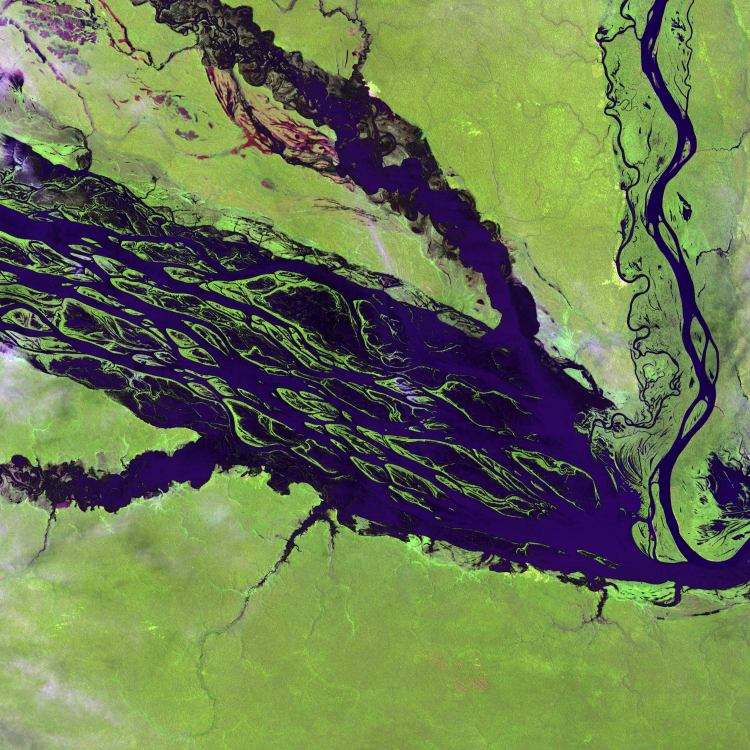
Immagine satellitare del lago Jaú.

Il territorio del parco è rappresentativo dell'altopiano interfluviale-Solimões. Ha due aree principali: l'altopiano di Trombetas e il basso altopiano occidentale dell'Amazzonia. L'area più alta ha colline con cime piatte da 150 a 200 metri tagliate da valli, mentre l'area più bassa ha altitudini di circa 100 metri. Ci sono vaste aree di terreno stagionalmente allagate con scarso drenaggio e alcuni laghi permanenti. Le precipitazioni medie annuali sono di oltre 2.500 millimetri e i mesi più piovosi si verificano a marzo e settembre, quando viene ricevuta la massima radiazione solare a onde corte e quindi si verificano le precipitazioni convettive massime. Le temperature variano da 22 a 32 °C con una media di 26 °C. 
I tipi di vegetazione sono la foresta pluviale densa (77%), la foresta pluviale aperta (14%), la transizione dalla foresta pluviale alla campinarana (7%) e la campinarana (2%). I botanici hanno catalogato circa 400 specie vegetali, molte delle quali sono limitate a determinati ambienti come gli altopiani e le aree allagate. Sono state registrate 263 specie di pesci, alcune nuove per la scienza. 

## Popolazioni indigene
Il Parco Nazionale di Jaú ospita diversi gruppi indigeni, ognuno con la propria cultura, lingua e stile di vita distintivi. Alcune delle popolazioni indigene più importanti all'interno e nei dintorni del parco includono:

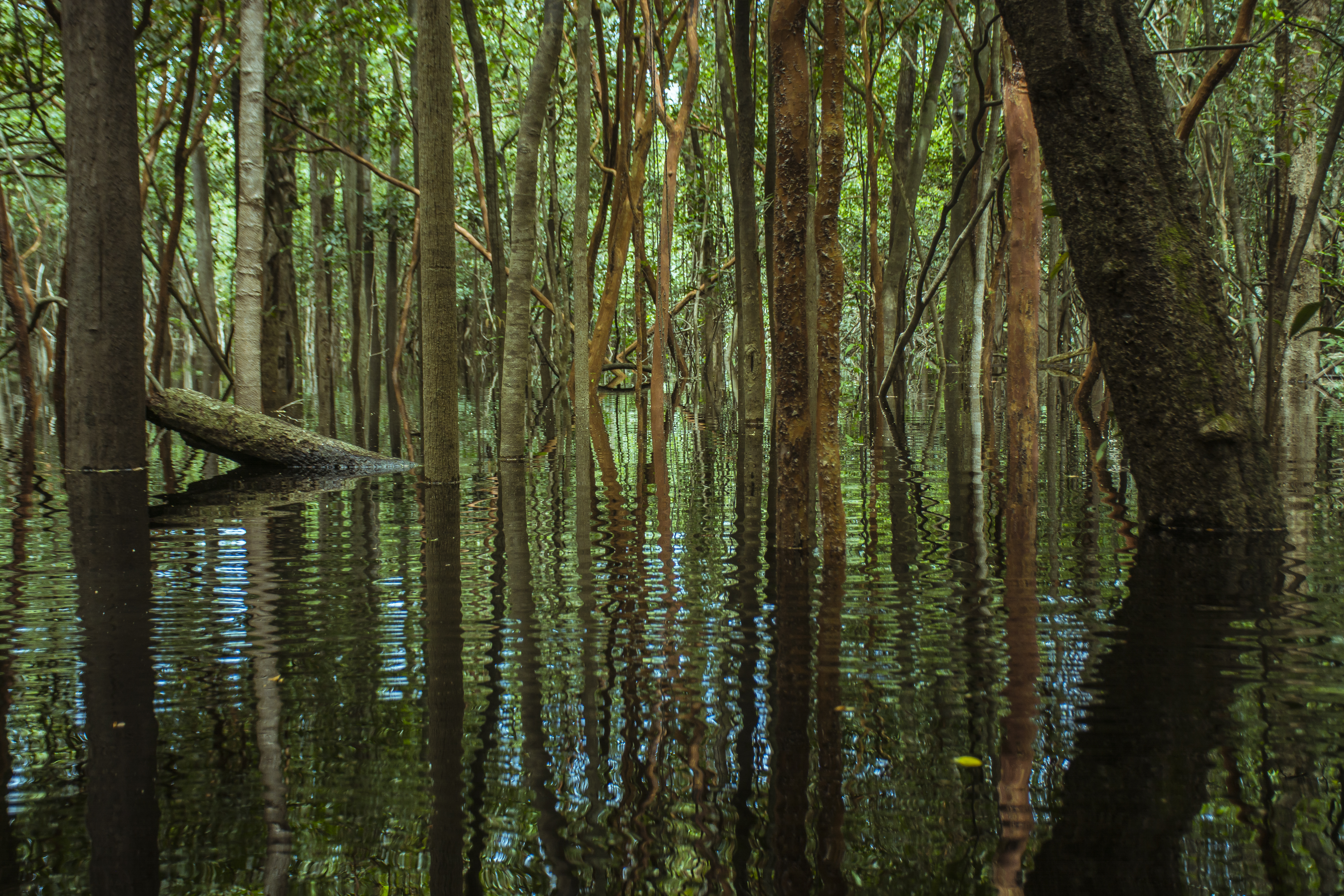
Parco allagato

Il gruppo Sateré-Mawé è noto per il suo profondo legame con la foresta e le sue pratiche tradizionali, come la coltivazione del guaranà, pianta parte integrante della sua cultura ed economia. Hanno una ricca tradizione orale e mantengono una struttura comunitaria molto unita. Il popolo Tucano abita le regioni settentrionali del parco ed è noto per l'elaborata organizzazione sociale e gli intricati rituali, che spesso includono musica e danza. Le  credenze tradizionali sono strettamente legate al mondo naturale. I Kambeba sono noti per le loro abilità nella pesca e nella caccia. Tradizionalmente dipendono dalle risorse dei fiumi e delle foreste per il loro sostentamento e hanno un profondo legame spirituale con il loro ambiente.

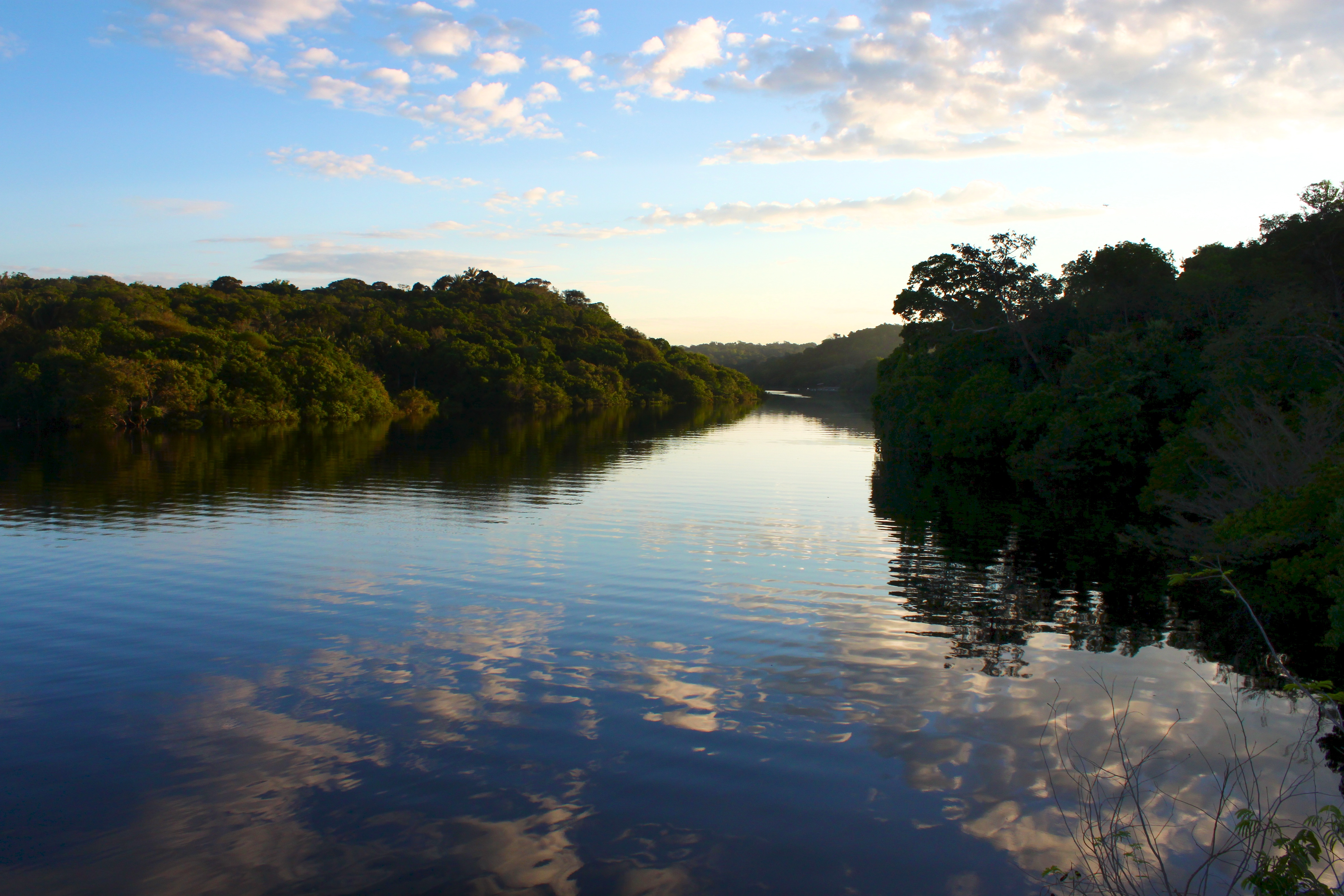
Alba sul corso d'acqua

Ci sono diversi gruppi più piccoli o meno documentati nell'area, ognuno dei quali contribuisce al mosaico culturale della regione. Questi gruppi spesso affrontano sfide legate ai diritti fondiari, ai cambiamenti ambientali e alle pressioni esterne. Va notato che il parco è stato creato senza tenere conto dell'esistenza di centinaia di famiglie che vi vivono da decenni, in particolare la comunità Quilombola di Tambor. Oggi vi abitano decine di famiglie che lottano per mantenere i loro diritti. Nel 2006, la restante comunità quilombola di Tambor, situata sul fiume Jaú, è stata ufficialmente riconosciuta dalla Fondazione Culturale Palmares, attraverso l'ordinanza n. 11, del luglio 2006. Diário Oficial da União, nº 108, 07/07/2006. Finora stanno lottando, anche in tribunale, per la demarcazione delle loro terre.

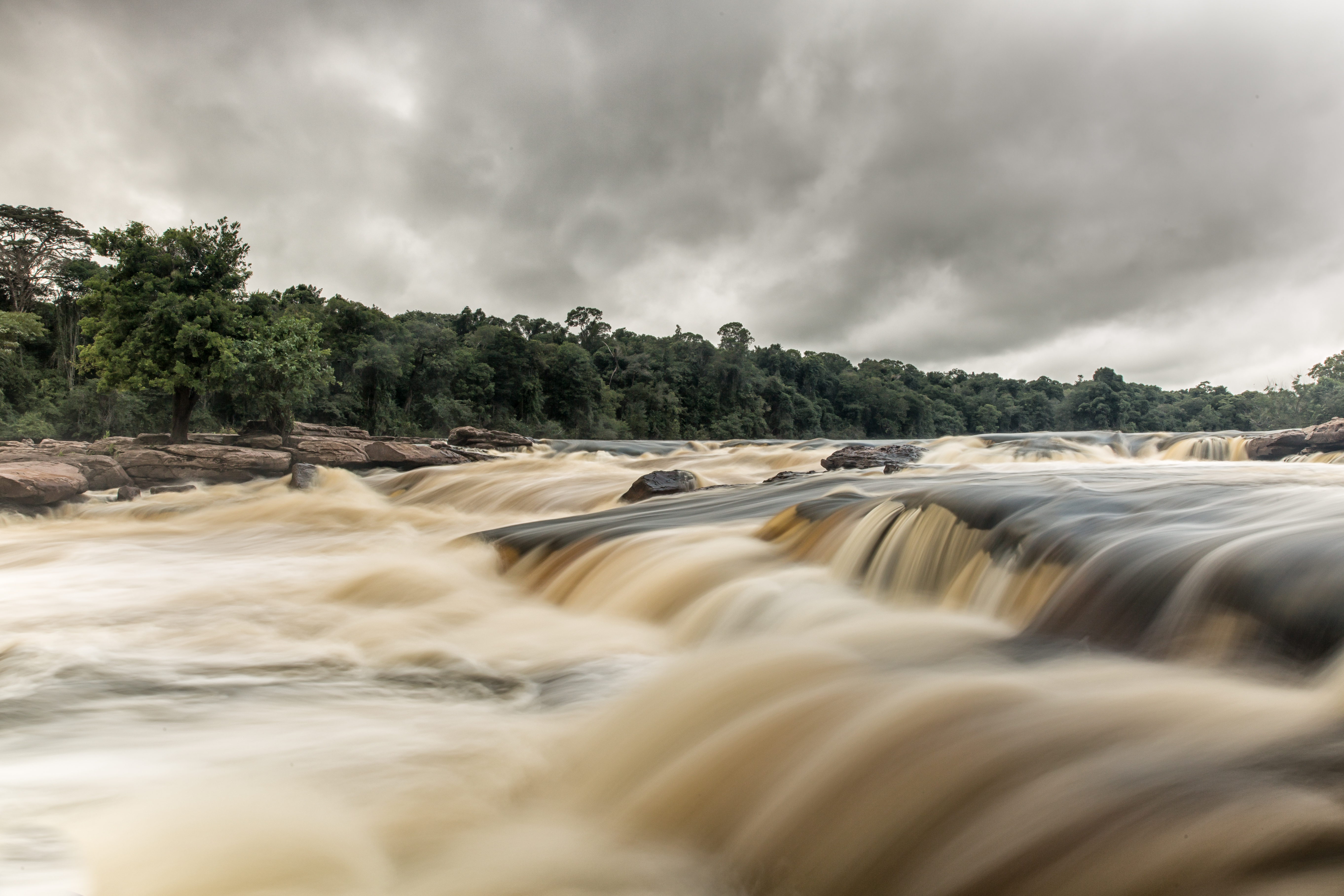
Rapide nel Parco nazionale di Jaù.

Sul Rio, vicino al fiume Jaú, si trovano le rovine di Airão Velho, che era il più antico insediamento portoghese sul Rio e un importante centro commerciale durante il Ciclo della Gomma. Questa regione è stata il primo polo di colonizzazione dell'Amazzonia da parte delle popolazioni indigene, segnato da battaglie per il possesso del territorio. D'altra parte, nei fiumi, Jaú e Unini, ci sono vestigia di antichi popoli indigeni sotto forma di ceramiche e petroglifi.
Queste comunità indigene svolgono un ruolo cruciale nella conservazione della foresta pluviale amazzonica, poiché le loro conoscenze tradizionali e le loro pratiche sostenibili aiutano a mantenere la biodiversità e l'equilibrio ecologico dell'area. Tuttavia, devono anche affrontare sfide significative come la deforestazione, il disboscamento illegale e l'invasione delle attività agricole, che minacciano le loro terre e il loro stile di vita. Gli sforzi per proteggere i loro diritti e preservare le loro culture sono essenziali per il futuro delle popolazioni indigene e della biodiversità dell'Amazzonia.

### Flora
La vegetazione ha una predominanza di fitta foresta ombrofila, dove sono frequenti i gruppi di noci del Brasile Bertholletia excelsa, Pithecellobium racemosum, Vochysia maxima, Diplotropis spp, Virola spp, Protium spp e Manilkara huberi.Bertholletia excelsa. Diffuso nella zona è anche un vitigno che fornisce acqua di ottima qualità: il Doliocarpus rolandri.
Nella parte più alta, a nord-est del parco, si trova una porzione di fitta foresta submontana, dove gli arbusti più rappresentativi sono la Parahancornia amapa, Micropholis guyanensis, Couma guianensis e Holopyxidium jarana.
Lungo le pianure alluvionali dei fiumi Carabinani e Jaú, stagionalmente allagate, si generano gruppi di palme, come Iriartea,  asaí, (Euterpe olerácea) e Astrocaryon. 
E' nelle zone alluvionali più antiche, raramente interessate da alluvioni, che si trova l'ambiente della foresta alluvionale aperta, anch'essa con una forte predominanza di palme, come la moriche Mauritia flexuosa. 

### Fauna

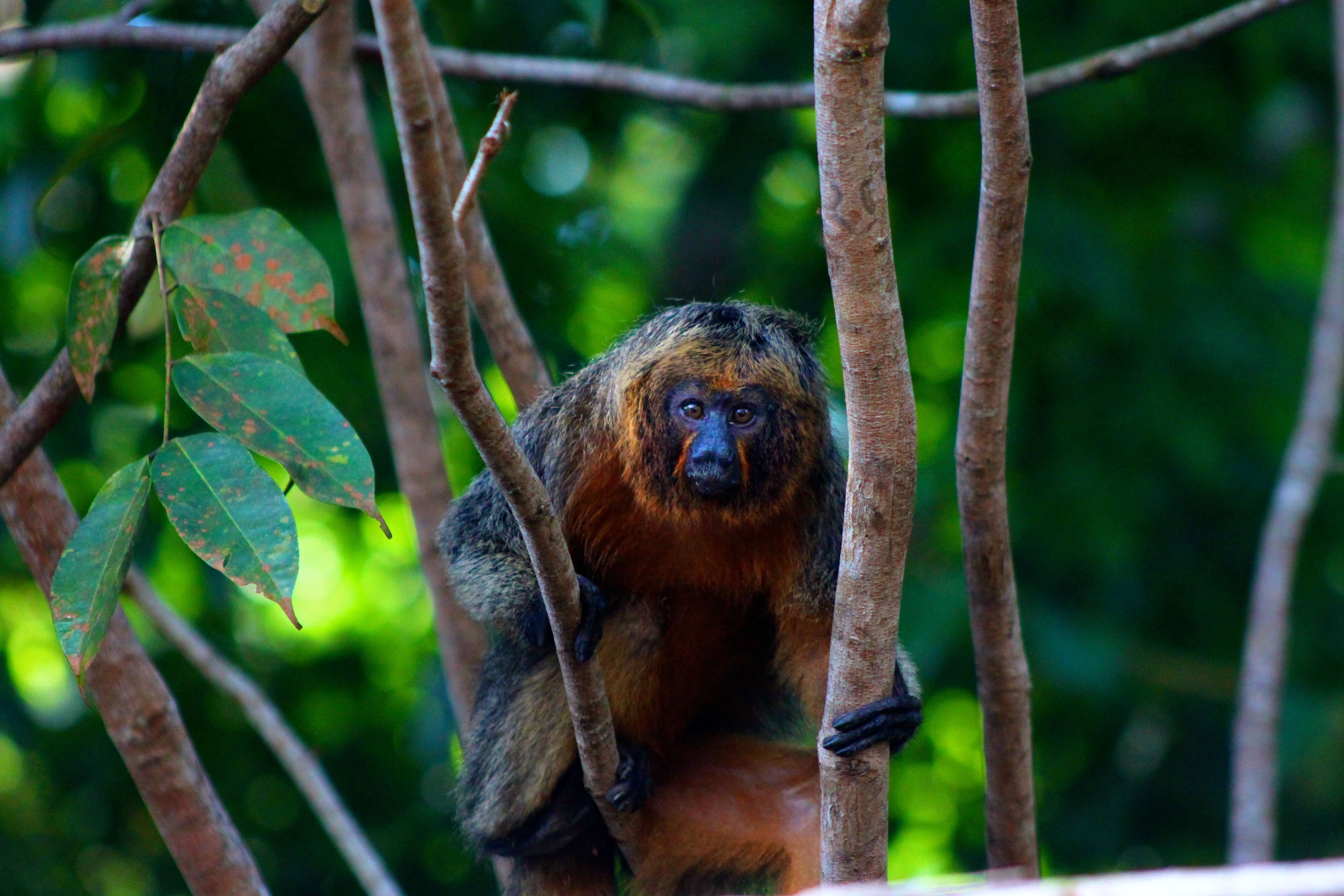
La scimmia Saimiri sciureus dell'Amazzonia

Tipici della fauna equatoriale sono i mammiferi di abitudini crepuscolari e notturne, come il raro e/o minacciato giaguaro (Panthera onca), il puma (Puma concolor), oltre a felini più piccoli, come l'ocelot (Leopardus pardalis), il giaguarondi (Herpailurus yaguarondi) e il tigrillo (Leopardus tigrinus).
Sono presenti anche il lamantino (Trichechus inunguis), la lontra gigante (Pteronura brasiliensis), il delfino rosa (Inia geoffrensis), l'Alouata seniculus, le scimmie notturne Aotus trivirgatus, la scimmia dolce Saimiri sciureus e il tapiro Tapirus terrestris. Tra i pesci: il pirarucu (Arapaima gigas), il tucunaré (Cichla spp.) e il tambaqui (Colossoma macropomum).
Esiste una grande varietà di rettili: la tartaruga terrestre cuculo (Geochelone spp), il caimano nero (Melanosuchus niger), l'anaconda (Eunectes murinus) e le tartarughe.
Tra gli uccelli ci sono, tra gli altri, aironi, are, pappagalli e Nyctidromus albicollis.

## Minacce
Sebbene questo parco svolga un ruolo cruciale nella conservazione della biodiversità della regione amazzonica, deve affrontare diverse minacce significative che ne compromettono l'integrità ecologica.
Il disboscamento illegale per l'estrazione del legname e l'espansione dei terreni agricoli sono le principali minacce alla vegetazione del parco. Pur essendo un'area protetta, l'avanzare della frontiera agricola e la domanda di prodotti come la soia e la carne hanno spinto la deforestazione nelle aree limitrofe, che colpisce indirettamente il parco.
L'estrazione mineraria, in particolare l'estrazione illegale dell'oro, è stata un problema crescente nella regione. Le attività minerarie, sia legali che illegali, inquinano i fiumi e il suolo con il mercurio, colpendo gravemente gli ecosistemi acquatici e le specie che da essi dipendono, compresi i pesci e le comunità indigene che vivono nell'area.
Anche la pesca eccessiva e la pesca in aree non regolamentate rappresentano una minaccia per gli ecosistemi acquatici del parco. Sebbene l'area sia protetta, la pesca illegale persiste a causa della mancanza di una sorveglianza efficace e dell'elevata domanda di risorse ittiche.
Gli incendi, anche se non sempre appiccati intenzionalmente, rappresentano un rischio considerevole. Questi possono essere generati da attività illegali come l'incendio per l'espansione agricola o per disboscare i terreni, che distruggono anche habitat essenziali e aumentano le emissioni di gas serra.
La caccia illegale di animali, in particolare di specie selvatiche come giaguari, tapiri e altre specie in via di estinzione, è una minaccia costante. Questa attività non solo mette in pericolo le specie, ma altera anche l'equilibrio ecologico del parco.
La pressione per espandere le aree di coltivazione e di allevamento nella regione amazzonica colpisce anche il Parco Nazionale di Jaú. Sebbene il parco sia un'area protetta, la vicinanza alle aree di espansione agricola lo rende vulnerabile alle invasioni e alle attività non autorizzate.
I cambiamenti climatici possono influenzare la biodiversità del parco, alterando i modelli di precipitazioni, le temperature e gli ecosistemi. Questi cambiamenti possono causare una discrepanza nelle specie locali e alterare i cicli biologici della flora e della fauna.
La mancanza di infrastrutture adeguate per la sorveglianza e il monitoraggio nel parco rende difficile l'attuazione di misure efficaci per proteggerlo. L'accesso remoto e la mancanza di risorse per la gestione rendono difficile monitorare le attività illegali e far rispettare le politiche di conservazione.
Nonostante le leggi proibiscano le attività illegali all'interno del parco, molte comunità indigene e rurali vicine dipendono dalle risorse naturali all'interno del parco per il loro sostentamento. Ciò può portare a conflitti sull'uso del suolo e delle risorse, con effetti sulla biodiversità locale.
Lo sviluppo di infrastrutture come strade, dighe e altre opere all'interno e nelle vicinanze del parco può alterare in modo significativo l'habitat naturale, frammentare gli ecosistemi e creare corridoi per attività illegali.